# Maas bij Eijsden
Maas bij Eijsden este o arie protejată (sit de importanță comunitară — SCI) din Țările de Jos întinsă pe o suprafață de 63 ha, integral pe uscat.

## Localizare
Centrul sitului Maas bij Eijsden este situat la coordonatele 50°47′06″N 5°42′00″E / 50.785°N 5.7°E.

## Înființare
Situl Maas bij Eijsden a fost declarat sit de importanță comunitară în ianuarie 2018 pentru a proteja 2 specii de animale.

## Biodiversitate
Situată în ecoregiunea atlantică, aria protejată conține 3 habitate naturale: Cursuri de apă de la nivel de câmpie la nivel montan, cu vegetație Ranunculion fluitantis și Callitricho-Batrachion, Liziere de ierburi înalte hidrofile de câmpie și de nivel montan până la alpin, Păduri aluvionare cu Alnus glutinosa și Fraxinus excelsior (Alno-Padion, Alnion incanae, Salicion albae).
La baza desemnării sitului se află mai multe specii protejate de  pești (2): Lampetra fluviatilis, somonul (Salmo salar).